# Agalenatea liriope
Agalenatea liriope là một loài nhện trong họ Araneidae.
Loài này thuộc chi Agalenatea. Agalenatea liriope được Ludwig Carl Christian Koch miêu tả năm 1875.